# Список улиц Черкасс
В городе Черкассах насчитывается 491 уличный топоним:
1 бульвар, 237 улиц, 194 переулка, 34 проезда, 12 спусков, 4 аллеи, 9 площадей
Все названия улиц приведены по состоянию на 1991 год или на момент их образования после него.

## А
| №  | Название                     | Тип      | Год образования | Прежние названия                                                   | Происхождение названий         |
| -- | ---------------------------- | -------- | --------------- | ------------------------------------------------------------------ | ------------------------------ |
| 1  | Абрикосовая улица            | улица    | 2000            |                                                                    |                                |
| 2  | Авиационный переулок         | переулок | 1957            |                                                                    | Военно-воздушные силы СССР     |
| 3  | улица Автомобилистов         | улица    | 1961            |                                                                    |                                |
| 4  | Адамовский проезд            | проезд   | 2001            | 2001 - проезд №1; 2024 - Адамовский проезд                         | Адамовка (Чигиринский район)   |
| 5  | улица Айвазовского           | улица    | 1961            |                                                                    | Иван Айвазовский               |
| 6  | переулок Айвазовского        | переулок | 1961            |                                                                    | Иван Айвазовский               |
| 7  | улица Александра Невского    | улица    | 1957            | 1957 - улица Бориса Лунина; 1961 - улица Александра Невского       | Борис Лунин; Александр Невский |
| 8  | переулок Александра Невского | переулок | 1957            | 1957 - переулок Бориса Лунина; 1961 - переулок Александра Невского | Борис Лунин; Александр Невский |
| 9  | улица 38-й Армии             | улица    | 1954            | 1954 - Лесная улица; 1983 - улица 38-й Армии                       | {38-я общевойсковая армия      |
| 10 | переулок Артёма              | переулок | 1961            |                                                                    | Фёдор Сергеев (товарищ Артём)  |
| 11 | Архитектурный переулок       | переулок | 1957            |                                                                    |                                |
| 12 | улица Атамановского          | улица    | 1957            |                                                                    | Пётр Атамановский              |
| 13 | переулок Атамановского       | переулок | 1957            |                                                                    | Пётр Атамановский              |

## Б
| №  | Название                            | Тип      | Год образования | Прежние названия                                                  | Происхождение названий                    |
| -- | ----------------------------------- | -------- | --------------- | ----------------------------------------------------------------- | ----------------------------------------- |
| 14 | переулок Виктора Бабанского         | переулок | 1997            |                                                                   | Виктор Бабанский                          |
| 15 | улица Балакирева                    | улица    | 1957            |                                                                   | Милий Балакирев                           |
| 16 | переулок Балакирева                 | переулок | 1957            |                                                                   | Милий Балакирев                           |
| 17 | улица Маршала Батицкого             | улица    | 1983            |                                                                   | Павел Батицкий                            |
| 18 | переулок Белинского                 | переулок | 1916            | 1916 - Кузубовский переулок; 1950 - переулок Белинского           | первопоселенец Кузуб; Виссарион Белинский |
| 19 | Бельковський проезд                 | проезд   | 2001            | 2001 - проезд №2; 2024 - Бельковський проезд                      | Бельки (Ирклиевский район)                |
| 20 | Береговая улица                     | улица    | 1961            |                                                                   |                                           |
| 21 | улица Старшего Лейтенанта Битюцкого | улица    | 1957            | 1957 - Новый переулок; 1983 - улица Старшего Лейтенанта Битюцкого | Пётр Битюцкий                             |
| 22 | Богдановский переулок               | переулок | 1954            |                                                                   | Богдан Хмельницкий                        |
| 23 | переулок Богомольца                 | переулок | 1957            | 1957 - 2-й переулок Грибоедова; 1961 - переулок Богомольца        | Александр Грибоедов; Александр Богомолец  |
| 24 | переулок Богуна                     | переулок | 1941            | 1941 - 1-й переулок Будённого; 1957 - переулок Богуна             | Семён Будённый; Иван Богун                |
| 25 | Богунский проезд                    | проезд   | 2001            | 2001 - проезд №25; 2024 - Богунский проезд                        | остров Богун                              |
| 26 | Богушковский проезд                 | проезд   | 2001            | 2001 - проезд №3; 2024 - Богушковский проезд                      | Богушково                                 |
| 27 | переулок Боженко                    | переулок | 1957            |                                                                   | Василий Боженко                           |
| 28 | улица Бородина                      | улица    | 1961            |                                                                   | Александр Бородин                         |
| 29 | переулок Бородина                   | переулок | 1961            |                                                                   | Александр Бородин                         |
| 30 | Бубновский проезд                   | проезд   | 2001            | 2001 - проезд №4; 2024 - Бубновский проезд                        | Бубнов (Гельмязовский район)              |
| 31 | улица Будённого                     | улица    | 1954            |                                                                   | Семён Будённый                            |
| 32 | Бужинский проезд                    | проезд   | 2001            | 2001 - проезд №5; 2024 - Бужинский проезд                         | Бужин                                     |
| 33 | улица Галины Буркацкой              | улица    | 2000            |                                                                   | Галина Буркацкая                          |
| 34 | Быдгощская улица                    | улица    | 1961            | 1961 - Зелёная улица; 1967 - Быдгощская улица                     | Город-побратим Быдгощ                     |

## В
| №  | Названия                          | Тип      | Год образования | Прежние названия                                                                                      | Происхождение названий                                                                          |
| -- | --------------------------------- | -------- | --------------- | --- | ----------------------------------------------------------------------------------------------- |
| 35 | улица Маршала Василевского        | улица    | 1983            | | Алексндр Василевский                                                                            |
| 36 | улица Василины                    | улица    | 1956            | 1956 - Украинская улица; 1972 - улица Василины                                                        | УССР; Пётр Василина                                                                             |
| 37 | Василицкая улица                  | улица    | 1954            | 1954 - Пролетарская улица; 1982 - Василицкая улица                                                    | Василица                                                                                        |
| 38 | Васютинский проезд                | проезд   | 2001            | 2001 - проезд №27; 2024 - Васютинский проезд                                                          | Васютинцы                                                                                       |
| 39 | улица Ватутина                    | улица    | 1956            | | Николай Ватутин                                                                                 |
| 40 | переулок Ватутина                 | переулок | 1956            | | Николай Ватутин                                                                                 |
| 41 | улица Вербовецкого                | улица    | 1893            | 1893 - Монастырская улица; 1923 - улица Вербовецкого                                                  | Черкасский Успенский монастырь; Степан Вербовецкий                                              |
| 42 | Вергуновский переулок             | переулок | 1961            | 1961 - 1-й Кирпичный переулок; 1971 - Вергуновский переулок                                           | Черкасский силикатный завод; Вергуны                                                            |
| 43 | Веремеевский проезд               | проезд   | 2001            | 2001 - проезд №26; 2024 - Веремеевский проезд                                                         | Веремеевка                                                                                      |
| 44 | улица Вернигоры                   | улица    | 1957            | 1957 - 1-я Подъездная улица; 1967 - улица Вернигоры                                                   | Пётр Вернигора                                                                                  |
| 45 | Весёлая улица                     | улица    | 1930            | |                                                                                                 |
| 46 | Весенний переулок                 | переулок | 1957            | |                                                                                                 |
| 47 | Виноградный переулок              | переулок | 2001            | |                                                                                                 |
| 48 | Вишнёвая улица                    | улица    | 2000            | |                                                                                                 |
| 49 | Вишнёвый переулок                 | переулок | 1959            | |                                                                                                 |
| 50 | переулок Водопьянова              | переулок | 1957            | | Михаил Водопьянов                                                                               |
| 51 | площадь Воинов-Интернационалистов | площадь  | 1989            | | Воины-Интернационалитсы                                                                         |
| 52 | улица Волкова                     | улица    | 1893            | 1893 - Остромогильная улица; 1941 - улица Ворошилова; 1957 - Фестивальная улица; 1971 - улица Волкова | Острая Могила; Климент Ворошилов; VI Всемирный фестиваль молодёжи и студентов; Владислав Волков |
| 53 | переулок Волкова                  | переулок | 1954            | 1954 - 2-й переулок Орджоникидзе; 1957 - Фестивальный переулок; 1971 - переулок Волкова               | Серго Орджоникидзе; VI Всемирный фестиваль молодёжи и студентов; Владислав Волков               |
| 54 | улица Сержанта Волкова            | улица    | 1954            | 1954 - Школьная улица + улица Леси Украинки; 1983 - улица Сержанта Волкова                            | Школа №29; Леся Украинка; Николай Волков                                                        |
| 55 | улица Володарского                | улица    | 1954            | 1954 - улица Гагарина; 1983 - улица Володарского                                                      | Юрий Гагарин; В. Володарский                                                                    |
| 56 | улица Воровского                  | улица    | 1884            | 1884 - Крайняя улица; 1893 - Лесная улица; 1923 - улица Воровского                                    | расположение на окраине Черкасс; Черкасский бор; Вацлав Воровский                               |
| 57 | переулок Воровского               | переулок | 1954            | 1954 - 1-й и 2-й переулки Франко; 1961 - переулок Воровского                                          | Иван Франко; Вацлав Воровский                                                                   |
| 58 | улица Ворошилова                  | улица    | 1954            | 1954 - улица Красина; 1983 - улица Ворошилова                                                         | Леонид Красин; Климент Ворошилов                                                                |
| 59 | Восточная улица                   | улица    | 1961            | |                                                                                                 |
| 60 | Восточный переулок                | переулок | 1961            | |                                                                                                 |
| 61 | переулок 8 Марта                  | переулок | 1957            | 1957 - 3-й переулок Громова; 1961 - переулок 8-го Марта                                               | Михаил Громов; Международный женский день                                                       |

## Г
| №  | Название                                          | Тип      | Год образования | Прежние названия | Происхождение названий                                                      |
| -- | ------------------------------------------------- | -------- | --------------- | --- | --------------------------------------------------------------------------- |
| 62 | а) улица Гагарина б) улица Гагарина               | улица    | 1893            | 1893 - Еврейская улица + Красная улица; 1923 - Еврейская улица + Красная улица + Ивановская улица; 1941 - улица Шолом-Алейхема; 1961 - улица Гагарина | черкасская еврейская община; ; Гагарина, улица; Шолом-Алейхем; Юрий Гагарин |
| 63 | Гайдамацкий переулок                              | переулок | 1954            | | Гайдамаки                                                                   |
| 64 | улица Гайдара                                     | улица    | 1981            | | Аркадий Гайдар                                                              |
| 65 | переулок Гайдара                                  | переулок | 1961            | | Аркадий Гайдар                                                              |
| 66 | а) улица Ярослава Галана б) улица Ярослава Галана | улица    | 1977            | | Ярослав Галан                                                               |
| 67 | переулок Гастелло                                 | переулок | 1954            | | Николай Гастелло                                                            |
| 68 | Гвардейская улица                                 | улица    | 1961            | | Советская гвардия                                                           |
| 69 | Гвардейская переулок                              | переулок | 1961            | | Советская гвардия                                                           |
| 70 | улица Героев Днепра                               | улица    | 1983            | | Холм Славы                                                                  |
| 71 | улица Героев Сталинграда                          | улица    | 1954            | 1954 - Железнодорожная улица; 1960 - улица Патриса Лумумбы; 1969 - Приморская улица; 1982 - улица Героев Сталинграда                                  | Патрис Лумумба; Сталинградская битва                                        |
| 72 | Геронимовская улица                               | улица    | 1914            | 1914 - Василицкая просека; 1976 - Геронимовская улица                                                                                                 | Василица; Геронимовка                                                       |
| 73 | переулок Герцена                                  | переулок | 1961            | 1916 - Хижняковский переулок; 1923 - переулок Герцена                                                                                                 | первопоселенец Хижняк; Александр Герцен                                     |
| 74 | улица Глебова                                     | улица    | 1983            | | Леонид Глебов                                                               |
| 75 | улица Глинки                                      | улица    | 1961            | | Михаил Глинка                                                               |
| 76 | улица Гоголя                                      | улица    | 1893            | 1893 - Новочигиринская улица; 1908 - Гоголевская улица; 1923 - улица Гоголя                                                                           | Чигирин; Николай Гоголь                                                     |
| 77 | улица Архитектора Городецкого                     | улица    | 2000            | | Владислав Городецкий                                                        |
| 78 | улица Горького                                    | улица    | 1884            | 1884 - Зелёная улица; 1941 - улица Горького | Максим Горький                                                              |
| 79 | Грабарская улица                                  | улица    | 2001            | 2001- улица №21; 2022 - Грабарская улица | проектное название; Грабарь                                                 |
| 80 | Градостроительная улица                           | улица    | 2001            | 2001- улица №19; 2022 - Градостроительная улица |                                                                             |
| 81 | улица Гречухи                                     | улица    | 1954            | 1954 - Пионерская улица; 1983 - улица Гречухи | Всесоюзная пионерская организация имени В. И. Ленина; Михаил Гречуха        |
| 82 | Грибная улица                                     | улица    | 2000            | |                                                                             |
| 83 | улица Грибоедова                                  | улица    | 1957            | | Александр Грибоедов                                                         |
| 84 | переулок Грибоедова                               | переулок | 1957            | 1957 - 1-й переулок Грибоедова; 1961 - переулок Грибоедова                                                                                            | Александр Грибоедов                                                         |
| 85 | улица Гризодубовой                                | улица    | 1961            | | Валентина Гризодубова                                                       |
| 86 | переулок Гризодубовой                             | переулок | 1961            | | Валентина Гризодубова                                                       |
| 87 | улица Громова                                     | улица    | 1941            | | Михаил Громов                                                               |
| 88 | переулок Громова                                  | переулок | 1957            | | Михаил Громов                                                               |
| 89 | улица Грузиненко                                  | улица    | 1914            | 1914 - Торговая улица; 1941 - улица Жданова; 1989 - улица Грузиненко                                                                                  | Андрей Жданов; Андрей Грузиненко                                            |
| 90 | переулок Грузевича                                | переулок | 1916            | 1916 - спуск Грузевича; 1961 - переулок Грузевича | первопоселенец Грузевич                                                     |
| 91 | Гущёвский проезд                                  | проезд   | 2001            | 2001 - проезд №6; 2024 - Гущёвский проезд | Гущёво                                                                      |

## Д
| №   | Названия               | Тип      | Год образования | Прежние названия                                                          | Происхождение названий                                                 |
| --- | ---------------------- | -------- | --------------- | ------------------------------------------------------------------------- | ---------------------------------------------------------------------- |
| 92  | Дачный переулок        | переулок | 1916            | 1916 - переулок Цуперов; Дачный переулок                                  | первопоселенец Цупер                                                   |
| 93  | Дачный спуск           | спуск    | 1916            |                                                                           |                                                                        |
| 94  | переулок Декабристов   | переулок | 1957            | 1957 - 1-й Крайний переулок; 1961 - переулок Декабристов                  | Декабристы                                                             |
| 95  | улица Десантников      | улица    | 1975            |                                                                           | Воздушно-десантные войска СССР                                         |
| 96  | улица Джалиля          | улица    | 1957            |                                                                           | Муса Джалиль                                                           |
| 97  | улица Дзержинского     | улица    | 1893            | 1893 - Кавказская улица, 1941 - улица Дзержинского                        | Феликс Дзержинский                                                     |
| 98  | переулок Дзержинского  | переулок | 1941            |                                                                           | Феликс Дзержинский                                                     |
| 99  | спуск Дзержинского     | спуск    | 1916            | 1916 - Белоцерковский спуск; 1941 - спуск Дзержинского                    | Белая Церковь; Феликс Дзержинский                                      |
| 100 | Днепровский переулок   | переулок | 1961            |                                                                           | Днепр                                                                  |
| 101 | улица Добровольского   | улица    | 1893            | 1893 - Сенная улица, 1916 - Рафинадная улица; 1971 - улица Добровольского | Сенная улица; Черкасский сахарорафинадный завод; Георгий Добровольский |
| 102 | Домонтовский проезд    | проезд   | 2001            | 2001 - проезд №28; 2024 - Домонтовский проезд                             | Домантово (Черкасская область)                                         |
| 103 | переулок Дружбы        | переулок | 1957            | 1957 - 1-й Совхозный пееулок; 1961 - переулок Дружбы                      | Черкасский совхоз                                                      |
| 104 | площадь Дружбы Народов | площадь  | 1981            |                                                                           | Дружба народов                                                         |

## Е
| №   | Названия                        | Тип   | Год образования | Прежние названия | Происхождение названий |
| --- | ------------------------------- | ----- | --------------- | ---------------- | ---------------------- |
| 105 | улица Академика Сергея Ефремова | улица | 2000            |                  | Сергей Ефремов         |

## Ж
| №   | Названия                 | Тип      | Год образования | Прежние названия                                      | Происхождение названий            |
| --- | ------------------------ | -------- | --------------- | ----------------------------------------------------- | --------------------------------- |
| 106 | Железкинский проезд      | проезд   | 2001            | 2001 - проезд №7; 2024 - Железкинский проезд          | Железки                           |
| 107 | Железнодорожный переулок | переулок | 1957            |                                                       |                                   |
| 108 | Жилкооповский переулок   | переулок | 1957            |                                                       | Жилищно-строительный кооператив   |
| 109 | Жовнинский проезд        | проезд   | 2001            | 2001 - проезд №29; 2024 - Жовнинский проезд           | пЖовнино (Черкасская область)     |
| 110 | улица Сержанта Жужомы    | улица    | 1983            |                                                       | Николай Жужома                    |
| 111 | улица Маршала Жукова     | улица    | 1954            | 1954 - улица Островского; 1983 - улица Маршала Жукова | Николай Островский; Георгий Жуков |
| 112 | переулок Жуковского      | переулок | 1957            |                                                       | Николай Жуковский                 |

## 3
| №   | Названия                 | Тип      | Год образования | Прежние названия                                                            | Происхождение названий                   |
| --- | ------------------------ | -------- | --------------- | --------------------------------------------------------------------------- | ---------------------------------------- |
| 113 | Заводской переулок       | переулок | 1957            |                                                                             | Завод Строммаш                           |
| 114 | Западный переулок        | переулок | 2000            |                                                                             |                                          |
| 115 | Заречная улица           | улица    | 1954            | 1954 - Сосновая улица; 1983 -Заречная улица                                 |                                          |
| 116 | улица Бориса Захарченко  | улица    | 1954            | 1954 - переулок Матросова; 1983 - улица Бориса Захарченко                   | Александр Матросов; Борис Захарченко     |
| 117 | Звёздная улица           | улица    | 2001            |                                                                             |                                          |
| 118 | Звенигородский переулок  | переулок | 1954            |                                                                             | Звенигородка                             |
| 119 | улица Зелинского         | улица    | 1961            | 1957 - Зелинского, переулок - часть; 1961 - улица Зелинского                | Николай Зелинский                        |
| 120 | переулок Зелинского      | переулок | 1957            |                                                                             | Николай Зелинский                        |
| 121 | Землеустроительная улица | улица    | 2001            |                                                                             | Землеустройство                          |
| 122 | улица Зинченко           | улица    | 1997            |                                                                             | Фёдор Зинченко                           |
| 123 | Змагайловский переулок   | переулок | 1957            | 1957 - 2-й Кирпичный переулок; 1961 - Змагайловский переулок                | Черкасский силикатный завод; Змагайловка |
| 124 | Золотоношская улица      | улица    | 1914            | 1914 - Западная улица; 1941 - улица Чайковского; 1961 - Золотоношская улица | Пётр Чайковский; Золотоноша              |
| 125 | Зоологическая улица      | улица    | 2001            | 2001 - улица №24; 2022 - Зоологическая улица                                | Черкасский зоопарк                       |

## И
| №   | Названия           | Тип    | Год образования | Прежние названия                                                       | Происхождение названий         |
| --- | ------------------ | ------ | --------------- | ---------------------------------------------------------------------- | ------------------------------ |
| 126 | улица Ильина       | улица  | 1884            | 1884 - Надпольная улица; 1916 - Надпольно-Полевая; 1923 - улица Ильина | Надпольная улица; Феофан Ильин |
| 127 | Ирклиевский проезд | проезд | 2001            | 2001 - проезд №31; 2024 - Ирклиевский проезд                           | Ирклиев                        |

## К
| №   | Названия                               | Тип      | Год образования | Прежние названия                                                                                | Происхождение названий                                                 |
| --- | -------------------------------------- | -------- | --------------- | ----------------------------------------------------------------------------------------------- | ---------------------------------------------------------------------- |
| 128 | Казацкая улица                         | улица    | 1983            |                                                                                                 |                                                                        |
| 129 | Казацкая улица (Оршанец)               | улица    | 2001            |                                                                                                 | [                                                                      |
| 130 | Калантаевский проезд                   | проезд   | 2001            | 2001 - проезд №8; 2024 - Калантаевский проезд                                                   | Калантаев                                                              |
| 131 | улица Калинина                         | улица    | 1883            | 1883 - Нижняя Горовая улица; 1941 - улица Калинина                                              | Замковая гора (Черкассы); Михаил Калинин                               |
| 132 | Калиновая улица                        | улица    | 2001            |                                                                                                 |                                                                        |
| 133 | Каневская улица                        | улица    | 1954            | 1954 - Мошенская улица; 1983 - Каневская улица                                                  | Мошны (Черкасская область); Канев                                      |
| 134 | улица Карбышева                        | улица    | 1954            | 1954 - улица Шевченко; 1983 - улица Карбышева                                                   | Тарас Шевченко; Дмитрий Карбышев                                       |
| 135 | переулок Кармелюка                     | переулок | 1957            |                                                                                                 | Устим Кармелюк                                                         |
| 136 | Каштановый переулок                    | переулок | 2017            |                                                                                                 |                                                                        |
| 137 | Керамический переулок                  | переулок | 1957            |                                                                                                 |                                                                        |
| 138 | улица Кибенка                          | улица    | 1957            | 1957 - 2-й Сосновский переулок; 1961 - Сосновский переулок; 1983 - улица Кибенка                | Виктор Кибенок                                                         |
| 139 | Кизиверский проезд                     | проезд   | 2001            | 2001 - проезд №24; 2024 - Кизиверский проезд                                                    | Клещинцы#История                                                       |
| 140 | улица Спиридона Кириченко              | улица    | 1954            | 1954 - улица Сувоврова; 1983 - улица Спиридона Кириченко                                        | Александр Суворов; Спиридон Кириченко                                  |
| 141 | улица Кирова                           | улица    | 1893            | 1893 - Музыкантская улица; 1908 - Владимирская улица; 1923 - улица Будника; 1941 - улица Кирова | Владимир I Великий; Будник; Сергей Киров                               |
| 142 | переулок Кирова                        | переулок | 1893            | 1893 - Старообрядский переулок; 1923 - Кооперативный переулок; 1941 - переулок Кирова           | Старообрядские храмы Черкасс; Кооперация; Сергей Киров                 |
| 143 | Кирпичный переулок                     | переулок | 1957            |                                                                                                 | Черкасский силикатный завод                                            |
| 144 | Клубничный переулок                    | переулок | 2001            | 2001 - переулок №5; 2024 - Клубничный перулок                                                   |                                                                        |
| 145 | Клубный спуск                          | спуск    | 1884            | 1884 - Острожный спуск; 1923 - Клубный спуск                                                    | Острог; Черкасские кинотеатры                                          |
| 146 | переулок Софьи Ковалевской             | переулок | 1957            | 1957 - 6-й переулок Грибоедова; 1961 - переулок Софьи Ковалевской                               | Александр Грибоедов; Софья Ковалевская                                 |
| 147 | Кожарский проезд                       | проезд   | 2001            | 2001 - проезд №10; 2024 - Кожарский проезд                                                      | Кожарка                                                                |
| 148 | Колхозная улица                        | улица    | 1957            |                                                                                                 | Колхоз "Первое Мая"                                                    |
| 149 | Коммунальный переулок                  | переулок | 1957            |                                                                                                 | Жилищно-коммунальное хозяйство                                         |
| 150 | улица Коммунаров                       | улица    | 1957            |                                                                                                 | Коммуна (социум)                                                       |
| 151 | Комсомольская улица                    | улица    | 1879            | 1879 - Вокзальная улица; 1893 - Смелянская улица; 1941 - Комсомольская улица                    | Вокзал; Смела; Всесоюзный ленинский коммунистический союз молодёжи     |
| 152 | Нижняя Комсомольская улица             | улица    | 1893            | 1893 - Нижняя Смелянская улица; 1941 - Нижняя Комсомольская улица                               | Смела; Всесоюзный ленинский коммунистический союз молодёжи             |
| 153 | 1-й Комсомольский переулок             | переулок | 1957            |                                                                                                 | Всесоюзный ленинский коммунистический союз молодёжи                    |
| 154 | 2-й Комсомольский переулок             | переулок | 1957            |                                                                                                 | Всесоюзный ленинский коммунистический союз молодёжи                    |
| 155 | 3-й Комсомольский переулок             | переулок | 1957            |                                                                                                 | Всесоюзный ленинский коммунистический союз молодёжи                    |
| 156 | 4-й Комсомольский переулок             | переулок | 1957            |                                                                                                 | Всесоюзный ленинский коммунистический союз молодёжи                    |
| 157 | улица Конева                           | улица    | 1984            |                                                                                                 | Иван Конев                                                             |
| 158 | Кооперативная улица                    | улица    | 1957            | 1957 - Железнодорожный переулок; 1982 - Кооперативная улица                                     | расположение рядом с железной дорогой; Жилищно-строительный кооператив |
| 159 | переулок Корнейчука                    | переулок | 1957            |                                                                                                 | Александр Корнейчук                                                    |
| 160 | улица Академика Королёва               | улица    | 1983            |                                                                                                 | Сергей Королёв                                                         |
| 161 | улица Короленко                        | улица    | 1957            | 1957 - Смелянская улица; 1975 - улица Короленко                                                 | Смела; Григорий Короленко                                              |
| 162 | улица Генерала Коротеева               | улица    | 1954            | 1954 - улица Чапаева; 1983 - улица Генерала Коротеева                                           | Василий Чапаев; Константин Коротеев                                    |
| 163 | Короткий переулок                      | переулок | 1957            |                                                                                                 |                                                                        |
| 164 | улица Гетмана Косинского               | улица    | 1893            | 1893 - Дахновская улица; 1975 - улица Гетмана Косинского                                        | Дахновка; Кшиштоф Косинский                                            |
| 165 | переулок Зои Космодемьянской           | переулок | 1961            |                                                                                                 | Зоя Космодемьянская                                                    |
| 166 | улица Космонавтов                      | улица    | 1961            |                                                                                                 | Лётчик-космонавт СССР                                                  |
| 167 | переулок Космонавтов                   | переулок | 1961            |                                                                                                 | Лётчик-космонавт СССР                                                  |
| 168 | Котловский проезд                      | проезд   | 2001            | 2001 - проезд №9; 2024 - Котловский проезд                                                      | Котлов                                                                 |
| 169 | улица Ивана Котляревского              | улица    | 2000            |                                                                                                 | Иван Котляревский                                                      |
| 170 | улица Котовского                       | улица    | 1884            | 1884 - Белозёрская улица; 1941 - улица Котовского                                               | Белозорье; Григорий Котовский                                          |
| 171 | переулок Котовского                    | переулок | 1884            | 1884 - Белозёрский переулок; 1941 - переулок Котовского                                         | Белозорье; Григорий Котовский                                          |
| 172 | спуск Котовского                       | спуск    | 1884            | 1884 - Белозёрский спуск; 1941 - спуск Котовского                                               | Белозорье; Григорий Котовский                                          |
| 173 | улица Коцюбинского                     | улица    | 1957            |                                                                                                 | Михаил Коцюбинский                                                     |
| 174 | переулок Коцюбинского                  | переулок | 1957            |                                                                                                 | Михаил Коцюбинский                                                     |
| 175 | переулок Олега Кошевого                | переулок | 1957            |                                                                                                 | Олег Кошевой                                                           |
| 176 | Крайний переулок                       | переулок | 1957            | 1957 - 1-й Крайний переулок; 1961 - Крайний переулок                                            |                                                                        |
| 177 | улица Красина                          | улица    | 1941            |                                                                                                 | Леонид Красин                                                          |
| 178 | переулок Красина                       | переулок | 1941            | 1941 - переулок Котляревского; 1967 - переулок Красина                                          | Иван Котляревский; Леонид Красин                                       |
| 179 | улица Подполковника Красника           | улица    | 2001            |                                                                                                 | Иван Красник                                                           |
| 180 | Красноармейская улица                  | улица    | 1941            |                                                                                                 | Рабоче-крестьянская Красная армия                                      |
| 181 | Краснодонский переулок                 | переулок | 1957            |                                                                                                 | Краснодон                                                              |
| 182 | улица Маршала Красовского              | улица    | 1983            | из части Садовой улицы                                                                          | Степан Красовский                                                      |
| 183 | Кривой переулок                        | переулок | 1893            |                                                                                                 |                                                                        |
| 184 | улица Максима Кривоноса                | улица    | 1893            | 1893 - Мостовая улица; 1979 - улица Максима Кривоноса                                           | Максим Кривонос                                                        |
| 185 | переулок Кропивницкого                 | переулок | 1957            | 1957 - 4-й переулок Грибоедова; 1961 - переулок Кропивницкого                                   | Александр Грибоедов; Марк Кропивницкий                                 |
| 186 | улица Крупской                         | улица    | 1939            | 1939 - Привокзальная улица; 1941 - улица Крупской                                               | Надежда Крупская                                                       |
| 187 | переулок Крупской                      | переулок | 1916            | 1916 - Тюремный переулок; 1941 - переулок Крупской                                              | Надежда Крупская                                                       |
| 188 | улица Крылова                          | улица    | 1926            | 1926 - улица Новый Быт; 1945 - улица Крылова                                                    | Новый Быт; Иван Крылов                                                 |
| 189 | переулок Крылова                       | переулок | 1945            |                                                                                                 | Иван Крылов                                                            |
| 190 | улица Кузнецова                        | улица    | 1954            |                                                                                                 | Николай Кузнецов                                                       |
| 191 | улица Куйбышева                        | улица    | 1879            | 1879 - Старобазарная улица; 1935 - улица Куйбышева                                              | Черкасские торговые ряды; Валериан Куйбышев                            |
| 192 | улица Ивана Кулика                     | улица    | 2000            |                                                                                                 | Иван Кулик                                                             |
| 193 | переулок Старшего Сержанта Кульбашного | переулок | 1983            |                                                                                                 | Сидор Кульбашной                                                       |
| 194 | Курортная улица                        | улица    | 1957            |                                                                                                 | Сосновка                                                               |
| 195 | Курортный переулок                     | переулок | 1957            |                                                                                                 | Сосновка                                                               |
| 196 | переулок Кутузова                      | переулок | 1957            |                                                                                                 | Михаил Кутузов                                                         |

## Л
| №   | Названия                                          | Тип      | Год образования | Прежние названия | Происхождение названий                                                                             |
| --- | ------------------------------------------------- | -------- | --------------- | --- | -------------------------------------------------------------------------------------------------- |
| 197 | улица Лазарева                                    | улица    | 1965            | | Фёдор Лазарев                                                                                      |
| 198 | улица Лазо                                        | улица    | 1893            | 1893 - Рождественская улица; 1923 - улица Подвига; 1941 - улица Будённого; 1957 - цлица Лазо | Семён Будённый; Сергей Лазо                                                                        |
| 199 | улица Ивана Ле                                    | улица    | 2001            | | Иван Ле                                                                                            |
| 200 | а) улица Ленина б) улица Ленина                   | улица    | 1879            | 1879 - 1-я Кладбищенская улица; 1893 - Садовая улица; 1923 - улица Ленина | Бывшее черкасское кладбище; Владимир Ильич Ленин                                                   |
| 201 | площадь Ленина                                    | площадь  | 1879            | 1879 - Базарная площадь; 1911 - Соборно-Николаевская площадь; 1925 - Базарная площадь; 1954 - Центральная площадь; 1969 - площадь Ленина                                                               | черкасские торговые ряды; Свято-Николаевский собор; Владимир Ильич Ленин                           |
| 202 | переулок Лермонтова                               | переулок | 1957            | | Михаил Лермонтов                                                                                   |
| 203 | улица Леси Украинки                               | улица    | 1961            | | Леся Украинка                                                                                      |
| 204 | Лесная улица                                      | улица    | 1957            | 1957 - улица Подневича; 1967 - Лесная улица | Валентин Подневич                                                                                  |
| 205 | Лесная улица (Дахновка)                           | улица    | 1954            | | |
| 206 | улица Лесная Просека                              | улица    | 1957            | | |
| 207 | улица Лесничества                                 | улица    | 1954            | | Дахновское лесничество                                                                             |
| 208 | Липовая улица                                     | улица    | 1957            | | |
| 209 | переулок Лихачёва                                 | переулок | 1957            | | Иван Лихачёв                                                                                       |
| 210 | Ломоватский проезд                                | проезд   | 2001            | 2001 - проезд №11; 2024 - Ломоватский проезд | Ломоватое                                                                                          |
| 211 | переулок Ломоносова                               | переулок | 1957            | | Михаил Ломоносов                                                                                   |
| 212 | Луговой переулок                                  | переулок | 1957            | | |
| 213 | улица Лукьянова                                   | улица    | 1974            | | Алексей Лукьянов                                                                                   |
| 214 | улица Луначарского                                | улица    | 1969            | | Анатолий Луначарский                                                                               |
| 215 | улица Луценко                                     | улица    | 1961            | 1961 - Проектная улица; 1977 - улица Луценко | Проект; Ануфрий Луценко                                                                            |
| 216 | улица Композитора Николая Лысенко                 | улица    | 2000            | | Николай Лысенко                                                                                    |
| 217 | а) улица Розы Люксембург б) улица Розы Люксембург | улица    | 1884            | 1884 - Петровская улица; 1893 - Гуржиевская улица; 1908 - Кладбищенская улица; 1916 - Гуржиевская улица + Борисовская улица + Московская улица; 1923 - Борисовская улица; 1941 - улица Розы Люксембург | Люксембург Розы, улица; первопоселенец Гуржий; Бывшее черкасское кладбище; Москва; Роза Люксембург |
| 218 | переулок Розы Люксембург                          | переулок | 1941            | | Роза Люксембург                                                                                    |
| 219 | Лящёвский проезд                                  | проезд   | 2001            | 2001 - проезд №30; 2024 - Лящёвский проезд | Лящёвочка                                                                                          |

## М
| №   | Названия                       | Тип      | Год образования | Прежние названия                                                                           | Происхождение названий                                   |
| --- | ------------------------------ | -------- | --------------- | ------------------------------------------------------------------------------------------ | -------------------------------------------------------- |
| 220 | переулок Макаренко             | переулок | 1957            |                                                                                            | Антон Макаренко                                          |
| 221 | переулок Макарова              | переулок | 1941            | 1941 - 2-й переулок Будённого; 1957 - переулок Макарова                                    | Семён Будённый; Степан Макаров                           |
| 222 | Малиновый переулок             | переулок | 2017            |                                                                                            |                                                          |
| 223 | улица Карла Маркса             | улица    | 1879            | 1879 - Парадная улица; 1893 - Парадная улица + Больничная улица; 1923 - улица Карла Маркса | Медицинское общество Черкасс; Карл Маркс                 |
| 224 | переулок Матросова             | переулок | 1957            |                                                                                            | Александр Матросов                                       |
| 225 | улица Старшего Лейтенанта Маца | улица    | 1957            | 1957 - Луговой переулок; 1983 - улица Старшего Лейтенанта Маца                             | Григорий Мац                                             |
| 226 | переулок Маяковского           | переулок | 1957            |                                                                                            | Владимир Маяковский                                      |
| 227 | Медовый переулок               | переулок | 2017            |                                                                                            |                                                          |
| 228 | улица Мельника                 | улица    | 1983            |                                                                                            | Яков Мельник                                             |
| 229 | улица Менделеева               | улица    | 1914            | 1914 - Черкасская Просека; 1923 - Советская улица; 1961 - улица Менделеева                 | Дмитрий Менделеев                                        |
| 230 | улица Мечникова                | улица    | 1914            | 1914 - улица Толстого; 1961 - улица Мечникова                                              | Лев Толстой; Илья Мечников                               |
| 231 | улица Минина и Пожарского      | улица    | 1914            | 1914 - Восточная улица 1961 - улица Минина и Пожарского                                    | Минин и Пожарский                                        |
| 232 | Мирный переулок                | переулок | 1957            |                                                                                            |                                                          |
| 233 | Митьковский проезд             | проезд   | 2001            | 2001 - проезд №12; 2024 - Митьковский проезд                                               | Митьки                                                   |
| 234 | переулок Мичурина              | переулок | 1957            |                                                                                            | Иван Мичурин                                             |
| 235 | улица Можайского               | улица    | 1914            | 1914 - Сосновская улица; 1956 - улица Можайского                                           | Сосновка; Александр Можайский                            |
| 236 | переулок Можайского            | переулок | 1941            | 1941 - 2-й переулок Воровского; 1961 - улица Можайского                                    | Вацлав Воровский; Александр Можайский                    |
| 237 | Мойсинский проезд              | проезд   | 2001            | 2001 - проезд №13; 2024 - Мойсинский проезд                                                | Мойсинцы                                                 |
| 238 | Молдавский переулок            | переулок | 1941            | 1941 - Литвинов пер., 1961 - Молдавский пер.                                               | Литвин; Молдавская Советская Социалистическая Республика |
| 239 | Молодёжный переулок            | переулок | 1916            | 1916- Зелёный переулок; 1923 - переулок Орджоникидзе; 1950 - Молодёжный переулок           | Серго Орджоникидзе                                       |
| 240 | улица Молоткова                | улица    | 1947            |                                                                                            | Владимир Молотков                                        |
| 241 | переулок Молоткова             | переулок | 1947            |                                                                                            | Владимир Молотков                                        |
| 242 | переулок Морозова              | переулок | 1957            |                                                                                            | Павлик Морозов                                           |
| 243 | Мудровский проезд              | проезд   | 2001            | 2001 - проезд №14; 2024 - Мудровский проезд                                                | Мудровка                                                 |

## Н
| №   | Названия              | Тип      | Год образования | Прежние названия                                    | Происхождение названий         |
| --- | --------------------- | -------- | --------------- | --------------------------------------------------- | ------------------------------ |
| 244 | Набережная улица      | улица    | 1954            |                                                     | Набережная реки Бегущей        |
| 245 | Налесенский проезд    | проезд   | 2001            | 2001 - проезд №15; 2024 - Налесенский проезд        | Налесни                        |
| 246 | улица Нахимова        | улица    | 1957            |                                                     | Павел Нахимов                  |
| 247 | переулок Нахимова     | переулок | 1957            |                                                     | Павел Нахимов                  |
| 248 | улица Некрасова       | улица    | 1954            | 1954 - улица Чехова; 1983 - улица Некрасова         | Антон Чехов; Николай Некрасов  |
| 249 | переулок Некрасова    | переулок | 1954            |                                                     | Николай Некрасов               |
| 250 | улица Нестеренко      | улица    | 1954            |                                                     | Трофим Нестеренко              |
| 251 | переулок Нестерова    | переулок | 1957            |                                                     | Пётр Нестеров                  |
| 252 | улица Нечуй-Левицкого | улица    | 1957            | 1957 - Школьная улица; 1968 - улица Нечуй-Левицкого | Школа №18; Иван Нечуй-Левицкий |
| 253 | Новая улица           | улица    | 2001            |                                                     |                                |
| 254 | Новолиповский проезд  | проезд   | 2001            | 2001 - проезд №16; 2024 - Новолиповский проезд      | Новое Липово                   |

## О
| №   | Названия              | Тип      | Год образования | Прежние названия | Происхождение названий                                           |
| --- | --------------------- | -------- | --------------- | --- | ---------------------------------------------------------------- |
| 255 | Оборонная улица       | улица    | 1972            | 1957 - Лагерная улица + 5-й Комсомольский переулок                                                                              | Всесоюзный ленинский коммунистический союз молодёжи; ДОСААФ СССР |
| 256 | Одесская улица        | улица    | 1961            | | Одесса                                                           |
| 257 | 1-й Одесский переулок | переулок | 1961            | | Одесса                                                           |
| 258 | 2-й Одесский переулок | переулок | 1961            | | Одесса                                                           |
| 259 | Окружной переулок     | переулок | 1957            | |                                                                  |
| 260 | Октябрьская улица     | улица    | 1879            | 1879 - Бульварная улица; 1923 - улица Октябрьской Революции; 1967 - Октябрьская улица (+ переулок Кармелюка, Школьный переулок) | Великая Октябрьская социалистическая революция                   |
| 261 | Октябрьский переулок  | переулок | 1957            | | Великая Октябрьская социалистическая революция                   |
| 262 | улица Оноприенко      | улица    | 1973            | | Иван Оноприенко                                                  |
| 263 | улица Орждоникидзе    | улица    | 1883            | 1883 - Заводская улица; 1941 - улица Орждоникидзе                                                                               | п/о Темп (Машбуд); Серго Орджоникидзе                            |
| 264 | переулок Орждоникидзе | переулок | 1916            | 1916- Заводской переулок; 1923 - 1-й переулок Орджоникидзе; 1950 - переулок Орджоникидзе                                        | п/о Темп (Машбуд); Серго Орджоникидзе                            |
| 265 | переулок Осипенко     | переулок | 1957            | | Полина Осипенко                                                  |
| 266 | улица Островского     | улица    | 1893            | 1893 - Старособорный спуск; 1941 - спуск Островского; 1950 - улица Островского                                                  | Свято-Николаевский собор; Николай Островский                     |
| 267 | Охотничий спуск       | спуск    | 1893            | |                                                                  |

## П
| №   | Названия                          | Тип      | Год образования | Прежние названия | Происхождение названий                                                                                        |
| --- | --------------------------------- | -------- | --------------- | --- | --- |
| 268 | переулок Павлова                  | переулок | 1957            | | Иван Павлов                                                                                                   |
| 269 | улица Палёхи                      | улица    | 1957            | 1957 - Сосновская улица; 1984 - улица Палёхи | Сосновка; Сергей Палёха                                                                                       |
| 270 | переулок Панфиловцев              | переулок | 1957            | | Герои-Панфиловцы                                                                                              |
| 271 | улица Парижской Коммуны           | улица    | 1884            | 1884 - Даниловская улица; 1893 - 2-я Кладбищенская улица; 1916 - Глебовская улица; 1941 - улица Парижской Коммуны                                   | Бывшее черкасское кладбище; Леонид Глебов; Парижская коммуна                                                  |
| 272 | переулок Парижской Коммуны        | улица    | 1926            | | Парижская коммуна                                                                                             |
| 273 | Парковый переулок                 | переулок | 1954            | 1954 - переулок Ватутина; Парковый перерулок | Николай Ватутин; Ботанический сад Черкасского национального университета                                      |
| 274 | Парковый спуск                    | спуск    | 1941            | | Сквер Богдана Хмельницкого                                                                                    |
| 275 | Партизанский переулок             | переулок | 1957            | | Советские партизаны в Великой Отечественной войне                                                             |
| 276 | улица XX Партсъезда               | улица    | 1957            | | XX съезд КПСС                                                                                                 |
| 277 | переулок XX Партсъезда            | переулок | 1957            | | XX съезд КПСС                                                                                                 |
| 278 | улица XXII Партсъезда             | улица    | 1914            | 1914 - Дахновская улица; 1941 - улица Хрущёва; 1961 - улица XXII Партсъезда                                                                         | Дахновка (Черкассы); Никита Сергеевич Хрущёв; XXII съезд КПСС                                                 |
| 279 | переулок Пархоменко               | переулок | 1957            | | Александр Пархоменко                                                                                          |
| 280 | Пастеровская улица                | улица    | 1884            | 1884 - Ермиловская улица; 1886 - Старопречистенская; 1941 - Пастеровская улица                                                                      | Пречистая церковь; Луи Пастер                                                                                 |
| 281 | Пастеровский переулок             | переулок | 1957            | | Луи Пастер |
| 282 | Пастеровский спуск                | спуск    | 1941            | | Луи Пастер |
| 283 | улица Пацаева                     | улица    | 1957            | 1957 - Кирпичная улица; 1971 - улица Пацаева | Черкасский силикатный завод; Виктор Пацаев                                                                    |
| 284 | переулок Пацаева                  | переулок | 1957            | 1957 - Кирпичный переулок; 1971 - переулок Пацаева                                                                                                  | Черкасский силикатный завод; Виктор Пацаев                                                                    |
| 285 | Пеньковский проезд                | проезд   | 2001            | 2001 - проезд №17; 2024 - Пеньковский проезд | Пеньковка |
| 286 | Первомайская улица                | улица    | 1957            | 1957 - Полевая улица; 1961 - Первомайская улица | Первомай |
| 287 | Первомайский переулок             | переулок | 1957            | | Первомай |
| 288 | Песчаный переулок                 | переулок | 1957            | | |
| 289 | улица Петровского                 | улица    | 1941            | 1941 - улица Петровского; 1957 - улица Димитрова; 1960 - улица Петровского; 1967 - (+ переулок Гайдара и переулок Петровского)                      | Григорий Петровский; Георгий Димитров; Григорий Петровский                                                    |
| 290 | улица Капитана Пилипенко          | улица    | 1983            | | Михаил Пилипенко                                                                                              |
| 291 | Пионерская улица                  | улица    | 1879            | 1879 - Соколовская улица; 1893 - Мытницкая улица; 1916 - Святославская улица; 1923 - Советская улица; 1941 - улица Сталина; 1956 - Пионерская улица | Мытница; Святослав Игоревич; Иосиф Виссарионович Сталин; Всесоюзная пионерская организация имени В. И. Ленина |
| 292 | Пионерский переулок               | переулок | 1908            | 1908 - Раввинская улица; 1923 - Пионерский переулок                                                                                                 | Раввин; Всесоюзная пионерская организация имени В. И. Ленина                                                  |
| 293 | переулок Пирогова                 | переулок | 1941            | 1941 - 4-й переулок Будённого; 1957 - переулок Пирогова                                                                                             | Семён Будённый; Николай Пирогов                                                                               |
| 294 | Пищицкий проезд                   | проезд   | 2001            | 2001 - проезд №18; 2024 - Пищицкий проезд | Пищики |
| 295 | переулок Плеханова                | переулок | 1957            | 1957 - 5-й переулок Грибоедова; 1961 - переулок Плеханова                                                                                           | Александр Грибоедов; Георгий Плеханов                                                                         |
| 296 | площадь Победы                    | площадь  | 1975            | | День Победы                                                                                                   |
| 297 | переулок Победы                   | переулок | 1957            | | День Победы                                                                                                   |
| 298 | Подгорная улица                   | улица    | 1954            | | |
| 299 | переулок Ивана Поддубного         | переулок | 1954            | | Иван Поддубный                                                                                                |
| 300 | улица Подневича                   | улица    | 1967            | | Валентин Подневич                                                                                             |
| 301 | улица Подолинского                | улица    | 1957            | 1957 - Консервная улица, 1970 - улица Подолинского                                                                                                  | Черкасский консервный комбинат; Сергей Подолинский                                                            |
| 302 | Пожарный спуск                    | спуск    | 1914            | | Пожарная станция                                                                                              |
| 303 | Полевая улица                     | улица    | 2001            | | |
| 304 | Полесская улица                   | улица    | 1954            | | |
| 305 | Полиграфический переулок          | переулок | 1957            | 1957 - переулок Ленина; 1969 - Полиграфический переулок                                                                                             | Владимир Ильич Ленин; Полиграфическая фабрика                                                                 |
| 306 | Половецкий переулок               | переулок | 2001            | | Половцы |
| 307 | Полтавская улица                  | улица    | 1957            | | Полтава |
| 308 | Полянский переулок                | переулок | 2001            | | Поляне |
| 309 | переулок Попова                   | переулок | 1967            | | Александр Попов                                                                                               |
| 310 | Портовая улица                    | улица    | 1961            | | Черкасский речной порт                                                                                        |
| 311 | улица Постышева                   | улица    | 1954            | 1954 - улица Горького; 1983 - улица Постышева | Максим Горький; Павел Постышев                                                                                |
| 312 | Почтовый переулок                 | переулок | 1916            | | Черкасский почтамт                                                                                            |
| 313 | улица Правика                     | улица    | 1957            | 1957 - 1-й Сосновский переулок; 1961 - переулок Радистов; 1987 - улица Правика                                                                      | Черкасский бор; Радисты; Владимир Правик                                                                      |
| 314 | улица Прапорщиков                 | улица    | 1957            | | |
| 315 | переулок Пржевальского            | переулок | 1967            | | Николай Пржевальский                                                                                          |
| 316 | Привокзальная площадь             | площадь  | 1961            | | |
| 317 | 1-я Пригородная улица улица       | улица    | 1957            | | |
| 318 | 2-я Пригородная улица улица       | улица    | 1957            | | |
| 319 | Пролетарская улица                | улица    | 1941            | | |
| 320 | Пролетарский переулок             | переулок | 1941            | | Пролетариат                                                                                                   |
| 321 | Промышленная улица                | улица    | 1967            | | |
| 322 | Промышленный переулок             | переулок | 1957            | 1957 - 1-й Промышленный переулок; 1961 - Промышленный переулок                                                                                      | |
| 323 | аллея Просвещения                 | аллея    | 2022            | | Просвещение                                                                                                   |
| 324 | Профсоюзный переулок              | переулок | 1957            | | Профсоюзы |
| 325 | переулок Пугачёва                 | переулок | 1957            | | Емельян Пугачёв                                                                                               |
| 326 | улица Генерала Путейко            | улица    | 1980            | | Михаил Путейко                                                                                                |
| 327 | аллея имени Генерала М.К. Путейко | аллея    | 1980            | | Михаил Путейко                                                                                                |
| 328 | улица Пушкина                     | улица    | 1884            | 1884 - Дубиевская улица; 1923 - улица Пушкина; 1967 - + пер. Леси Украинки; пер. Воровского (частично); пер. Павлова (частично)                     | Дубиевка; Александр Пушкин                                                                                    |
| 329 | переулок Пушкина                  | переулок | 1923            | | Александр Пушкин                                                                                              |
| 330 | спуск Пушкина                     | спуск    | 1923            | | Александр Пушкин                                                                                              |

## Р
| №   | Названия                    | Тип      | Год образования | Прежние названия                                            | Происхождение названий                    |
| --- | --------------------------- | -------- | --------------- | ----------------------------------------------------------- | ----------------------------------------- |
| 331 | Рабочий переулок            | переулок | 1941            |                                                             |                                           |
| 332 | переулок Радищева           | переулок | 1941            | 1941 - переулок Будённого; 1957 - переулок Радищева         | Семён Будённый; Александр Радищев         |
| 333 | переулок Степана Разина     | переулок | 1957            |                                                             | Степан Разин                              |
| 334 | переулок Расковой           | переулок | 1957            |                                                             | Марина Раскова                            |
| 335 | Раскопная улица             | улица    | 1884            |                                                             | Раскопки                                  |
| 336 | улица Репина                | улица    | 1883            | 1883 - Долгая улица; 1893 - улица Репина                    | Илья Репин                                |
| 337 | переулок Репина             | переулок | 1957            |                                                             | Илья Репин                                |
| 338 | Розовый переулок            | переулок | 2021            |                                                             |                                           |
| 339 | улица Маршала Рокоссовского | улица    | 1954            | 1954 - улица Пушкина; 1983 - улица Маршала Рокоссовского    | Александр Пушкин; Константин Рокоссовский |
| 340 | улица Романа                | улица    | 1997            |                                                             | Алексей Роман                             |
| 341 | улица Руднева               | улица    | 1961            |                                                             | Семён Руднев                              |
| 342 | Русскополянский проезд      | проезд   | 1981            |                                                             | Русская Поляна                            |
| 343 | улица Рустави               | улица    | 1981            |                                                             | Город-побратим Рустави                    |
| 344 | улица Генерала Рыбалко      | улица    | 1954            | 1954 - улица Воровского; 1983 - улица Генерала Рыбалко      | Вацлав Воровский; Павел Рыбалко           |
| 345 | Рыбацкий переулок           | переулок | 1930            |                                                             |                                           |
| 346 | переулок Рыльского          | переулок | 1954            |                                                             | Максим Рыльский                           |
| 347 | улица Рябоконя              | улица    | 1957            | 1957 - Полевая улица; 1967 - улица Рябоконя, + Полевой пер. | Григорий Рябоконь                         |

## С
| №   | Название                  | Тип      | Год образования | Прежние названия | Происхождение названий                                                                |  |
| --- | ------------------------- | -------- | --------------- | --- | ------------------------------------------------------------------------------------- |  |
| 348 | улица Братьев Савченко    | улица    | 1954            | 1954 - Набережный переулок; 1983 - улица Братьев Савченко | Братья Савченко                                                                       |  |
| 349 | Садовая улица             | улица    | 1941            | 1967 - + Садовый переулок |                                                                                       |  |
| 350 | Садовый переулок          | переулок | 1957            | 1957 - 1-й Садовый переулок; 1961 - Садовый переулок |                                                                                       |  |
| 351 | переулок Сакко и Ванцетти | переулок | 1957            | | Сакко и Ванцетти                                                                      |  |
| 352 | Самовицкий проезд         | проезд   | 2001            | 2001 - проезд №19; 2024 - Самовицкий проезд | Самовица                                                                              |  |
| 353 | Санаторная улица          | улица    | 1914            | 1914 - Полянская Просека; 1923 - Санаторная улица | Русская Поляна                                                                        |  |
| 354 | Сарматский переулок       | переулок | 2001            | | Сарматы                                                                               |  |
| 355 | улица Свердлова           | улица    | 1879            | 1879 - Косюринская улица; 1893 - Новобазарная улица + Полицейская улица; 1893 - Новобазарная улица + Суворовская улица; 1923 - улица Свердлова                    | Черкасские торговые ряды; Черкасская полиция; Александр Суворов; Яков Свердлов        |  |
| 356 | переулок Свободы          | переулок | 1957            | | Семён Будённый                                                                        |  |
| 357 | переулок Связистов        | переулок | 1957            | |                                                                                       |  |
| 358 | Северянский переулок      | переулок | 2001            | | Северяне                                                                              |  |
| 359 | улица Седова              | улица    | 1883            | 1883 - Вередовская улица; 1886 - Лысаковская; 1893 - Новопречистенская; 1916 - Пречистенская; 1926 - улица Блакитного; 1941 - улица Папанина; 1957 - улица Седова | ?; Ф.И.Лысак; Пречистая церковь; Василий Эллан-Блакитный; Иван Папанин; Георгий Седов |  |
| 360 | переулок Седова           | переулок | 1957            | | Георгий Седов                                                                         |  |
| 361 | Секавский проезд          | проезд   | 2001            | 2001 - проезд №20; 2024 - Секавский проезд | Секава                                                                                |  |
| 362 | переулок Семашко          | переулок | 1941            | 1941 - 3-й переулок Будённого; 1957 - переулок Семашко | Семён Будённый; Николай Семашко                                                       |  |
| 363 | площадь 700-летия Черкасс | площадь  | 1986            | | По одной из версий датой основания Черкасс является 1286 год                          |  |
| 364 | переулок Серафимовича     | переулок | 1957            | | Александр Серафимович                                                                 |  |
| 365 | улица Симоненко           | улица    | 1957            | 1957 - Театральная улица; 1984 - улица Симоненко | Черкасский драмтеатр; Василий Симоненко                                               |  |
| 366 | площадь Василия Симоненко | площадь  | 2003            | | Василий Симоненко                                                                     |  |
| 367 | Скифский переулок         | переулок | 2001            | | Скифы                                                                                 |  |
| 368 | улица Григория Сковороды  | улица    | 1994            | | Григорий Сковорода                                                                    |  |
| 369 | площадь Славы             | площадь  | 1985            | | [Холм Славы                                                                           |  |
| 370 | улица Славы               | улица    | 1893            | 1893 - Троицкий переулок; 1923 - Клубный переулок; 1967 - переулок Славы; 1985 - улица Славы                                                                      | Троица; Черкасские кинотеатры; [Холм Славы                                            |  |
| 371 | Сливовый переулок         | переулок | 2001            | 2001 - переулок №4; 2024 - Сливовый перулок |                                                                                       |  |
| 372 | улица Смаглия             | улица    | 1972            | | Алексей Смаглий                                                                       |  |
| 373 | Смелянский переулок       | переулок | 1957            | | Смела                                                                                 |  |
| 374 | улица Сержанта Смирнова   | улица    | 1983            | | Иван Смирнов                                                                          |  |
| 375 | Советская улица           | улица    | 1957            | |                                                                                       |  |
| 376 | Советский переулок        | переулок | 1957            | |                                                                                       |  |
| 377 | Совхозный переулок        | переулок | 1941            | |                                                                                       |  |
| 378 | Солнечная улица           | улица    | 2001            | |                                                                                       |  |
| 379 | Спортивный переулок       | переулок | 1954            | 1983 - + перерулок Глинки | Михаил Глинка                                                                         |  |
| 380 | Сретенская аллея          | аллея    | 2025            | | Сретение                                                                              |  |
| 381 | Станционный проезд        | проезд   | 1957            | | Станция Змагайловка                                                                   |  |
| 382 | улица Михаила Старицкого  | улица    | 2000            | | Михаил Старицкий                                                                      |  |
| 383 | Старый переулок           | переулок | 1923            | |                                                                                       |  |
| 384 | улица Стасова             | улица    | 1957            | | Владимир Стасов                                                                       |  |
| 385 | переулок Стасова          | переулок | 1957            | | Владимир Стасов                                                                       |  |
| 386 | улица Генерала Степаненко | улица    | 2001            | | Иван Степаненко                                                                       |  |
| 387 | Степанковская улица       | улица    | 2024            | | Степанки                                                                              |  |
| 388 | Степной переулок          | переулок | 1957            | |                                                                                       |  |
| 389 | Стрелецкий спуск          | спуск    | 1983            | |                                                                                       |  |
| 390 | Строительный переулок     | переулок | 1957            | |                                                                                       |  |
| 391 | улица Стройиндустрии      | улица    | 1961            | 2024 - + улица №8 | Завод "Аврора"                                                                        |  |
| 392 | улица Субботина           | улица    | 1997            | | Серафим Субботин                                                                      |  |
| 393 | Субботовский переулок     | переулок | 1916            | | Субботов                                                                              |  |
| 394 | переулок Суворова         | переулок | 1957            | | Александр Суворов                                                                     |  |
| 395 | Судебный переулок         | переулок | 1950            | 1950 - Зелёный переулок; 1967 - Судебный переулок |                                                                                       |  |
| 396 | Судоремонтный переулок    | переулок | 1941            | |                                                                                       |  |
| 397 | Сумгаитская улица         | улица    | 1975            | | Город-побратим Сумгаит                                                                |  |
| 398 | улица Сурикова            | улица    | 1961            | | Алексей Суриков                                                                       |  |

## Т
| №   | Название              | Тип      | Год образования | Прежние названия | Происхождение названий                                                 |
| --- | --------------------- | -------- | --------------- | --- | ---------------------------------------------------------------------- |
| 399 | Талдыцкий проезд      | проезд   | 2001            | 2001 - проезд №21; 2024 - Талдыцкий проезд                                                                                 | Талдыки                                                                |
| 400 | улица Танкистов       | улица    | 1975            | | Танкисты: особождавшие Черкассы, дислоцировавшиеся в Черкассах         |
| 401 | улица Тараскова       | улица    | 1981            | | Дмитрий Тарасков                                                       |
| 402 | Тарасовский проезд    | проезд   | 2001            | 2001 - проезд №22; 2024 - Тарасовский проезд                                                                               | Тарасовка                                                              |
| 403 | переулок Тельмана     | переулок | 1941            | | Эрнст Тельман                                                          |
| 404 | Тенистый переулок     | переулок | 2001            | 2001 - переулок №9; 2024 - Тенистый переулок                                                                               |                                                                        |
| 405 | Терновый переулок     | переулок | 2001            | 2001 - переулок №10; 2024 - Терновий переулок                                                                              |                                                                        |
| 406 | переулок Тимирязева   | переулок | 1957            | 1957 - 2-й Совхозный переулок; переулок Тимирязева                                                                         | Климент Тимирязев                                                      |
| 407 | улица Титова          | улица    | 1957            | 1957 - Садовая улица; 1961 - улица Титова                                                                                  | Герман Титов                                                           |
| 408 | Тихий переулок        | переулок | 2001            | |                                                                        |
| 409 | улица Тищенко         | улица    | 1957            | 1957 - Парковая улица; 1977 - улица Тищенко                                                                                | Ботанический сад Черкасского национального университета; Фёдор Тищенко |
| 410 | улица Михаила Ткалича | улица    | 1954            | 1954 - улица Франко; 1983 - улица Михаила Ткалича                                                                          | Иван Франко; Михаил Ткалич                                             |
| 411 | переулок Тобилевича   | переулок | 1957            | | Панас Саксаганский (Тобилевич)                                         |
| 412 | улица Толстого        | улица    | 1893            | 1893 - Соломенская улица; 1916 - Гетманская улица; 1923 - Соломенская улица; 1941 - улица Стаханова; 1957 - улица Толстого | Соломенская улица; Гетман; Алексей Стаханов; Лев Толстой               |
| 413 | Транспортный переулок | переулок | 1957            | 1957 - 2-й Промышленный переулок; 1961 - Транспортный переулок                                                             |                                                                        |
| 414 | улица 30-летия Победы | улица    | 1975            | | День Победы                                                            |
| 415 | переулок Труда        | переулок | 1957            | |                                                                        |
| 416 | улица Тургенева       | улица    | 1914            | 1914 - Днепровская просека; 1941 - улица Ворошилова; 1957 - улица Тургенева                                                | Днепр; Климент Ворошилов; Иван Тургенев                                |
| 417 | Тыквенный переулок    | переулок | 2001            | 2001 - переулок №11; 2024 - Тыквенный переулок                                                                             |                                                                        |
| 418 | улица Павла Тычины    | улица    | 1954            | 1954 - улица Крылова; 1983 - улица Павла Тычины                                                                            | Иван Крылов; Павел Тычина                                              |

## У
| №   | Названия                       | Тип      | Год образования | Прежние названия | Происхождение названий                                                             |
| --- | ------------------------------ | -------- | --------------- | --- | ---------------------------------------------------------------------------------- |
| 419 | спуск Удода                    | спуск    | 1916            | | первопоселенец Удод                                                                |
| 420 | аллея Украино-армянской дружбы | аллея    | 2021            | |                                                                                    |
| 421 | Уманский переулок              | переулок | 1957            | 1957 - 2-й переулок Громова; 1961 - Уманский переулок | Михаил Громов; Умань                                                               |
| 422 | улица Урицкого                 | улица    | 1879            | 1879 - Дахновская улица; 1893 - Дубасовская улица; 1908 - Дахновская улица + Дубасовская улица; 1916 - Дахновская улица + Николаевская улица + Дубасовская улица; 1919 - улица Урицкого | Дахновка; Градоначальник Черкасс Дубасов; Свято-Николаевский собор; Моисей Урицкий |
| 423 | переулок Ушакова               | переулок | 1957            | | Фёдор Ушаков                                                                       |

## Ф
| №   | Названия                      | Тип      | Год образования | Прежние названия | Происхождение названий                     |
| --- | ----------------------------- | -------- | --------------- | --- | ------------------------------------------ |
| 424 | переулок Фадеева              | переулок | 1954            | | Александр Фадеев                           |
| 425 | переулок Филатова             | переулок | 1957            | 1957 - 3-й переулок Грибоедова; 1961 - переулок Филатова                                                                 | Александр Грибоедов; Владимир Филатов      |
| 426 | улица Франко                  | улица    | 1893            | 1893 - Русскополянская улица; 1923 - улица Франко                                                                        | Русская Поляна; Иван Франко                |
| 427 | спуск Франко                  | спуск    | 1923            | | Иван Франко                                |
| 428 | улица 2-го Украинского Фронта | улица    | 1954            | 1954 - улица Ленина; 1983 - улица 2-го Украинского Фронта                                                                | Владимир Ильич Ленин; 2-й Украинский фронт |
| 429 | Фруктовый переулок            | переулок | 1957            | | Черкасский фруктовый совхозный сад         |
| 430 | улица Фрунзе                  | улица    | 1884            | 1884 - Горовая улица; 1893 - Верхняя + Средняя + Нижняя Горовые улицы; 1923 - Верхняя Горовая улица; 1926 - улица Фрунзе | Замковая гора; Михаил Фрунзе               |
| 431 | переулок Фрунзе               | переулок | 1926            | | Михаил Фрунзе                              |
| 432 | переулок Фурманова            | переулок | 1957            | | Дмитрий Фурманов                           |

## Х
| №   | Названия                      | Тип      | Год образования | Прежние названия | Происхождение названий               |
| --- | ----------------------------- | -------- | --------------- | --- | ------------------------------------ |
| 433 | переулок Халтурина            | переулок | 1954            | | Степан Халтурин                      |
| 434 | Харьковский переулок          | переулок | 1957            | 1957 - 1-й переулок Громова; 1961 - Харьковский переулок                                                                                          | Михаил Громов; Харьков               |
| 435 | Химический переулок           | переулок | 1957            | 1957 - 3-й Промышленный переулок; 1961 - Химический переулок                                                                                      |                                      |
| 436 | улица Богдана Хмельницкого    | улица    | 1884            | 1884 - Антоновская улица; 1893 - Срединная улица; 1941 - улица Кагановича; 1957 - улица Богдана Хмельницкого; 1967 - + часть Спортивного переулка | Лазарь Каганович; Богдан Хмельницкий |
| 437 | переулок Богдана Хмельницкого | переулок | 1957            | | Богдан Хмельницкий                   |
| 438 | улица Хоменко                 | улица    | 1957            | 1957 - 2-я Подъездная улица; 1967 - улица Хоменко                                                                                                 | Игнат Хоменко                        |
| 438 | переулок Хоменко              | переулок | 1967            | | Игнат Хоменко                        |

## Ц
| №   | Названия           | Тип   | Год образования | Прежние названия                                                       | Происхождение названий                    |
| --- | ------------------ | ----- | --------------- | ---------------------------------------------------------------------- | ----------------------------------------- |
| 440 | Цветочная улица    | улица | 1975            |                                                                        | Цветы                                     |
| 441 | улица Циолковского | улица | 1914            | 1914 - Южная улица; 1941 - улица Жуковского; 1961 - улица Циолковского | Николай Жуковский; Константин Циолковский |

## Ч
| №   | Названия               | Тип      | Год образования | Прежние названия                                                    | Происхождение названий                                                                                               |
| --- | ---------------------- | -------- | --------------- | ------------------------------------------------------------------- | --- |
| 442 | улица Чайковского      | улица    | 1957            |                                                                     | Пётр Чайковский |
| 443 | переулок Чайковского   | переулок | 1957            |                                                                     | Пётр Чайковский |
| 444 | переулок Чалова        | переулок | 1961            |                                                                     | Степан Чалов |
| 445 | переулок Чапаева       | переулок | 1957            |                                                                     | Василий Чапаев |
| 446 | улица Чекистов         | улица    | 1923            | 1923 - Привокзальная; 1956 - улица Чекистов                         | Вокзал; Чекисты |
| 447 | улица Черепина         | улица    | 1971            | 1971 - улица Волкова; 1983 - улица Черепина                         | Владислав Волков; Тихон Черепин                                                                                      |
| 448 | Черкасский переулок    | переулок | 1957            |                                                                     | |
| 449 | переулок Черняховского | переулок | 1957            |                                                                     | Иван Черняховский |
| 450 | улица 14 Декабря       | улица    | 1957            | 1957 - Крайняя улица; 1983 - улица 14 Декабря                       | расположение на окраине Черкасс; 14 декабря 1943 г. - день освобождения г. Черкасс от немецко-фашистских захватчиков |
| 451 | улица Чехова           | улица    | 1884            | 1884 - Титаревская улица; 1893 - Чеховая улица; 1923 - улица Чехова | Титарь; Чехове озеро; Антон Чехов                                                                                    |
| 452 | Чигиринский переулок   | переулок | 1957            |                                                                     | Чигирин |
| 453 | улица Чиковани         | улица    | 1957            | 1957 - Промышленная улица; 1967 - улица Чиковани                    | Вахтанг Чиковани |
| 454 | улица Чичерина         | улица    | 1954            | 1954 - улица Циолковского; 1983 - улица Чичерина                    | Константин Циолковский; Георгий Чичерин                                                                              |
| 455 | улица Чкалова          | улица    | 1961            |                                                                     | Валерий Чкалов |
| 456 | переулок Чкалова       | переулок | 1916            | 1916 - Гордеев переулок; 1941 - переулок Чкалова                    | первопоселенец Гордей; Валерий Чкалов                                                                                |

## Ш
| №   | Название                | Тип      | Год образования | Прежние названия                                                                                            | Происхождение названий                |
| --- | ----------------------- | -------- | --------------- | --- | ------------------------------------- |
| 457 | Шабельницкий проезд     | проезд   | 2001            | 2001 - проезд №23; 2024 - Тарасовский проезд                                                                | Шабельники                            |
| 458 | бульвар Шевченко        | бульвар  | 1879            | 1879 - Старочигиринская улица; 1911 - Александровская улица; 1923 - улица Шевченко; 1989 - бульвар Шевченко | Чигирин; Александр II; Тарас Шевченко |
| 459 | площадь Тараса Шевченко | площадь  | 1965            | 1965 - Театральная площадь; 1991 - площадь Тараса Шевченко                                                  | Черкасский драмтеатр; Тарас Шевченко  |
| 460 | Шелковичный переулок    | переулок | 2001            | 2001 - переулок №6; 2024 - Шелковичный перулок                                                              |                                       |
| 461 | улица 60-летия СССР     | улица    | 1982            | из части Октябрьской улицы                                                                                  | I Всесоюзный съезд Советов            |

## Щ
| №   | Названия    | Тип   | Год образования | Прежние названия | Происхождение названий |
| --- | ----------- | ----- | --------------- | ---------------- | ---------------------- |
| 462 | улица Щорса | улица | 1954            |                  | Николай Щорс           |

## Э
| №   | Названия                | Тип      | Год образования | Прежние названия                                                                                          | Происхождение названий                                    |
| --- | ----------------------- | -------- | --------------- | --- | --------------------------------------------------------- |
| 463 | улица Энгельса          | улица    | 1886            | 1886 - Веремеевская улица; 1893 - 3-я Кладбищенская улица; 1916 - Игоревская улица; 1941 - улица Энгельса | ВБывшее черкасское кладбище; Князь Игорь; Фридрих Энгельс |
| 464 | переулок Энгельса       | переулок | 1916            | 1916 - Клименковский переулок; 1941 - переулок Энгельса                                                   | первопоселенец Клименко; Фридрих Энгельс                  |
| 465 | Энергетический переулок | переулок | 1957            | 1957 - 4-й Промышленный переулок; 1961 - Энергетический переулок                                          |                                                           |
| 466 | проезд Энергостроителей | проезд   | 1961            | |                                                           |

## Ю
| №   | Названия           | Тип      | Год образования | Прежние названия                        | Происхождение названий |
| --- | ------------------ | -------- | --------------- | --------------------------------------- | ---------------------- |
| 467 | Южный переулок     | переулок | 1961            |                                         |                        |
| 468 | Юношеский переулок | переулок | 1916            | 1916 - Заячий спуск; Юношеский переулок |                        |

## Я
| №   | Названия               | Тип      | Год образования | Прежние названия                                         | Происхождение названий             |
| --- | ---------------------- | -------- | --------------- | -------------------------------------------------------- | ---------------------------------- |
| 469 | Яблоневая улица        | улица    | 2000            |                                                          |                                    |
| 470 | Ягодный переулок       | переулок | 2001            | 2001 - переулок №8; 2024 - Ягодный перулок               |                                    |
| 471 | улица Якубовского      | улица    | 1983            |                                                          | Израиль Якубовский                 |
| 472 | улица Ярослава Мудрого | улица    | 1954            | 1954 - улица Коцюбинского; 1983 - улица Ярослава Мудрого | Михаил Коцюбинский; Ярослав Мудрый |
| 473 | Ярославская улица      | улица    | 1979            |                                                          | Город-побратим Ярославль           |
| 474 | улица Яцыка            | улица    | 1957            | 1957 - проезд Водопьянова; 1970 - улица Яцыка            | Михаил Водопьянов; Пётр Яцык       |

## Без названий
| №   | Названия  | Тип   | Год образования | Прежние названия | Происхождение названий |
| --- | --------- | ----- | --------------- | ---------------- | ---------------------- |
| 475 | улица №2  | улица | 2001            |                  | проектное название     |
| 476 | улица №3  | улица | 2001            |                  | проектное название     |
| 477 | улица №12 | улица | 2001            |                  | проектное название     |
| 478 | улица №13 | улица | 2001            |                  | проектное название     |
| 479 | улица №14 | улица | 2001            |                  | проектное название     |
| 480 | улица №15 | улица | 2001            |                  | проектное название     |
| 481 | улица №16 | улица | 2001            |                  | проектное название     |
| 482 | улица №17 | улица | 2001            |                  | проектное название     |
| 483 | улица №20 | улица | 2001            |                  | проектное название     |
| 484 | улица №22 | улица | 2001            |                  | проектное название     |
| 486 | улица №23 | улица | 2001            |                  | проектное название     |
| 487 | улица №25 | улица | 2001            |                  | проектное название     |
| 488 | улица №27 | улица | 2001            |                  | проектное название     |
| 489 | улица №28 | улица | 2001            |                  | проектное название     |
| 490 | улица №29 | улица | 2001            |                  | проектное название     |
| 491 | улица №30 | улица | 2001            |                  | проектное название     |